# Pete Buttigieg
Pete Buttigieg (South Bend, Indiana, 19. siječnja 1982.), punim imenom Peter Paul Montgomery Buttigieg, američki je demokratski političar, gradonačelnik grada South Bend u saveznoj državi Indiani (2012. – 2020.) i jedan od aspiranata za kandidaturu Demokratske stranke za predsjedničke izbore 2020.
Buttigieg je prvi homoseksualac na čelu američkog grada s više od 100.000 stanovnika.
Njegov otac, Joseph Buttigieg prevoditelj je djela Antonija Gramscija na engleski jezik.